# Ma'met
El ma'met es una especie de clarinete doble construido con dos tubos de caña situados en paralelo, con una hendidura en la parte superior que forma la lengüeta libre.
Este instrumento fue usado en la antigua civilización egipcia (está documentado desde al menos el 2400 a. C.) y en el ámbito mediterráneo tomó el nombre de “doble aulós”. 
Un instrumento actualmente usado en Egipto llamado “zumarra” proviene del ma’met.

### Empleada
- GONZALEZ SERRANO, PILAR: La música y la danza en el antiguo egipto. Espacio, Tiempo y Forma, Serie II, H.' Antigua, t. 7, 1994, págs. 401-428.UNED.

- Datos: Q5988478